# Christoph Schwager

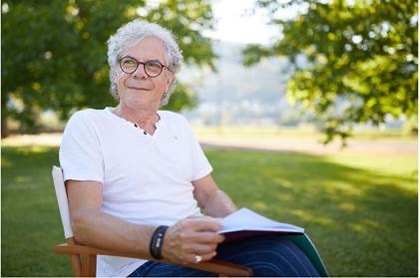
Christoph Schwager, 2021

Christoph Schwager-Uhlmann (* 1957 in Egerkingen) ist ein Schweizer Theaterschaffender und Theologe. Er wirkt als Pantomime, Schauspieler, Autor, Regisseur und Trainer für Körpersprache und Theater, leitet das Schwager Theater und das Theaterinstitut in Olten.

## Leben
Christoph Schwager wurde 1957, als jüngstes von vier Kindern, im solothurnischen Egerkingen geboren, wo seine Eltern einen Coiffeursalon führten. 1977 gründete Christoph Schwager mit Lisbeth Uhlmann eine Familie. Sie haben vier Kinder und leben in Härkingen, Kanton Solothurn.

## Werdegang
Nach der obligatorischen Schulzeit absolvierte Schwager zunächst eine Bürolehre und danach die katechetische Ausbildung am Katechetischen Institut in Luzern. Ab 1978 arbeitete er für zwei Jahre als Jugendseelsorger und Katechet in Beckenried und studierte danach an der Theologischen Fakultät in Chur Theologie. 1982 verpflichtete er sich für einen Freiwilligen-Einsatz im Auftrag der Missionsgesellschaft Bethlehem und lebte und wirkte mitsamt seiner Familie in den Armenvierteln der peruanischen Hauptstadt Lima. Die Eindrücke aus dieser Zeit verarbeitete er später in seinem Buch «Morgen erst beginnt der neue Tag» und in seinem Solostück «Dios Mio, mehr Gold».
1988 übernahm er die Gemeindeleitung der katholischen Pfarrei Härkingen, wo er 1990 zum ständigen Diakon geweiht wurde. Am Galli Institut in Freiburg im Breisgau absolvierte er die Ausbildung zum Trainer für Körpersprache und Theater. Außerdem ließ er sich bei Carlos Martinez in Barcelona zum Pantomimen weiterbilden. Diese Erfahrung inspirierte ihn zu seiner ersten Pantomimenpredigt.
1998 machte sich Christoph Schwager selbständig und gründete das Schwager Theaterinstitut in Olten, welches ein Aus- und Weiterbildungsangebot für Laienschauspieler und Clowns anbietet. 2006 eröffnete er dazu sein Kleintheater, das Schwager Theater, das sich heute im GerolagCenter in Olten befindet. Seit 2019 fokussiert sich das Theaterinstitut auf die Clownausbildung, allem voran auf die Ausbildung zum Besuchsclown für Alters- und Pflegeheime. Christoph Schwager hat sich aus der Kursleitung zurückgezogen und arbeitet seither vorwiegend als Schauspieler und Mime, als Regisseur und Autor und als Leiter des Theaterinstituts und des Kleintheaters.

## Schaffen
Sein erstes Buch «Trotzdäm» schrieb er mit 19 Jahren. Es handelte sich um eine Sammlung von Mundartgedichten und erschien im Zürcher Wado-Verlag. Er hat Kurzgeschichten, Sprüche und Gedichte verfasst, welche teilweise in weiteren Büchern veröffentlicht wurden. Am 25. Mai 2025 wird in Egerkingen, Kanton Solothurn, ein Poesieweg mit seinen poetischen Texten eröffnet.
Auf der Bühne steht Christoph Schwager meistens als Solokünstler. Mit seinen Pantomimenpredigten «Gottes Schöpfung» und «Du bist gemeint» vereinte er Theologie und Theaterarbeit. 2004 gab er sein Bühnendebüt als Clown im Muttiturm in Solothurn mit dem Stück «Mannoevre». Seit 2024 ist er vor allem mit seinem Erzähltheater "s' Gäutier - Die magische Welt der Solothurner Sagen" unterwegs.
Zum vierzigsten Jubiläum der römisch-katholischen Kirche Härkingen schrieb und inszenierte er sein erstes Theaterstück «Zum Kern des Lebens» (1995). Als Autor und Regisseur arbeitet er seit 2001 regelmäßig mit Laiengruppen, aber auch mit professionellen Kabarettisten.
Als Grundlage für seine Kurse und Referate für «Persönlichkeitsentwicklung und Theaterarbeit» entwickelte Christoph Schwager das «Lichtschattenspiel». Darauf gründete sich auch die dreijährige Laienschauspielausbildung «100 und 1», welche er über 20 Jahre lang im Theaterinstitut durchführte. Dabei entstanden mit seiner Unterstützung und Leitung 16 Gesellenstücke.
2019 wurde aus dem Theater-Institut ein Clowninstitut mit Aus- und Weiterbildungsangeboten für interessierte Laien auf der Suche zum eigenen Clown bis hin zu professionellen Besuchsclowns. Die zweijährige Ausbildung zum Besuchsclown für Alters- und Pflegeheime ist in dieser Form schweizweit einzigartig.

## Werke

### Eigene Produktionen als Mime und Schauspieler
- Seit 2024: "s' Gäutier - Die magische Welt der Solothurner Sagen", Erzähltheater, Regie: Didi Sommer
- Seit 2020: «Dios mio, mehr Gold»,[11] Erzähltheater, Regie: Paul Steinmann
- Seit 2019: «Dinner for one», Mundartfassung in Eigenregie
- Seit 2014: «Der Pyjamann»,[12] Theater mit wenigen Worten, Regie: Carlos Martinez
- Seit 2012: «Engel Klirrius»,[13] Erzähltheater, Musik: Hubert Steiner, Regie: Ueli Blum
- 2006: «Aus Zeit - eine mimische Lebensplauderei», Regie: Peter Locher
- 2004: «Mannoevre», Clown-Solstück, Regie: Karin Bettina Gisler
- 2001: Pantomimenpredigt «DU bist gemeint»
- 1999: Pantomimenpredigt «Gottes Schöpfung-ein Mensch zu sein», Regie: Peter Locher

### Theaterproduktionen als Autor und Regisseur
- 2025: "WillKAMMen in Mümliswil - Eine haarige Fabrikgeschichte", Freilichtspiel, uraufgeführt vor der Schälismühle, Oberbuchsiten, von den Gäuer Spielleuten
- 2023: «AllerHeiligenBerg - Geschichten eines Sanatoriums», Freilichtspiel, uraufgeführt vor der Schälismühle, Oberbuchsiten, von den Gäuer Spielleuten
- 2021: «Frölein Dokter Felchlin – 50 Jahre Frauenstimmrecht»,[14] Freilichtspiel, uraufgeführt vor der Schälismühle,[15] Oberbuchsiten, von den Gäuer Spielleuten[16]
- 2019: «Emma und die Titanic»,[17] Freilichtspiel, uraufgeführt vor der Schälismühle, Oberbuchsiten, von den Gäuer Spielleuten
- 2018: «Die Schmelzi[18] - Ein Stück von Roll-Geschichte», Freilichtspiel, uraufgeführt in der von Roll, Klus
- 2017: «Einsteins Frauen»,[19] Freilichtspiel, uraufgeführt vor der Schälismühle, Oberbuchsiten
- 2017: «Die Probe - Ein Passionsspiel»,[20] uraufgeführt in der Marienkirche Olten
- 2017: «Die Tönsinger - Eine musikalische Geschichte»,[21] zum Jubiläum der Musikgesellschaft Oensingen, uraufgeführt im Bienkensaal, Oensingen
- 2015: «Adam Zeltner - Ein Leben zwischen Mühlen»,[22] Freilichtspiel, uraufgeführt vor der Schälismühle, Oberbuchsiten, von den Gäuer Spielleuten
- 2014: «Das kleine Welttheater», uraufgeführt von den Schloss-Spielen Falkenstein[23], Niedergösgen
- 2013: «Illusio humana»,[24] uraufgeführt auf der Heubühne, Härkingen, von den Gäuer Spielleuten
- 2012: «Grüezi Amerika»,[25] uraufgeführt von den Schloss-Spielen Falkenstein, Niedergösgen
- 2012: «Denk mal», Jubiläumsfestspiel 700 Jahre Gemeinde Kestenholz, uraufgeführt vor der St. Peter Kapelle, Kestenholz
- 2011: «Ritter Kuoni - wenn es auf der Bechburg poltert», uraufgeführt auf der Heubühne, Härkingen, von den Gäuer Spielleuten
- 2009: «Raubritter Kuoni - Eine musikalische Geisterreise», uraufgeführt im Bienkensaal, Oensingen
- 2009: «Die Stauffacherin», uraufgeführt auf der Heubühne, Härkingen, von den Gäuer Spielleuten
- 2007: «Das Gäutier», uraufgeführt auf der Heubühne, Härkingen, von den Gäuer Spielleuten
- 2005: «Die Päpstin - Wenn Frau alles aufs Spiel setzt», uraufgeführt auf der Heubühne, Härkingen, von den Gäuer Spielleuten
- 2004: «Mutterseelen Daheim - ein musikalisches Einfraustück mit zwei Frauen», uraufgeführt auf der kleinen Bühne, Zofingen
- 2003: «Passwang Louis - Szenen zwischen zwei Welten und einem Himmel», uraufgeführt auf der Heubühne, Härkingen, von den Gäuer Spielleuten
- 2001: «Häxewahn», uraufgeführt auf der Heubühne, Härkingen, von den Gäuer Spielleuten
- 1995: «Zum Kern des Lebens», Schauspiel, uraufgeführt in der Johanneskirche Härkingen

### Bücher
- 2012: «Um Himmelsgottswillen, Engel Klirrius»,[26] Illustrationen: Christoph Aerni,  Knapp Verlag, Olten, ISBN 978-3-905848-66-3
- 1993: «Morgen erst beginnt der neue Tag», Erzählungen, Kanisius Verlag,[27] Freiburg i.Ü., ISBN 978-3-85764-398-9
- 1981: «Eifach e so», Sprüche, Gedichte und Geschichten, Illustrationen: Martin Heim,  Söiblueme-Verlag, Neuenkirch
- 1978: «Trotzdäm, Gedicht und Schprüch im Solothurner Dialäkt», Illustrationen: Martin Heim, Wado, Zürich

### Weiteres
- 2025: Poesieweg der Gemeinde Egerkingen SO, 14 Stationen zwischen der Nackgrube und der Blüemlismatt

## Preise und Auszeichnungen
- 2021 Sonderpreis der „Rentsch Stiftung“[28]
- 2020 Ehrenmitgliedschaft bei den Gäuer Spielleuten[29]
- 2016 Prix Pro Wartenfels[30]
- 2013 Anerkennungspreis der Stadt Olten[31]
- 2011 Fachpreis für Kulturvermittlung des Kantons Solothurn[32]